# نظرية الاستذكار الأفلاطونية
يقصد بالاستذكار في الفلسفة نظرية الاستذكار الأفلاطونية (بالإنجليزية: Platonic Reminiscence)‏ وهي نظرية في نظرية المعرفة طورها الفيلسوف أفلاطون محاولا شرح مصادر المعرفة أو التصورات وتقسم الوجود الإنساني إلى وجود مثالي وآخر مادي, النفس في الوجود المثالي هي التي تعرف تصورات الأشياء ولكن عندما نزلت من العالم العلوي (مثال) إلى العالم المادي والتحمت بالبدن فقدت بذلك المعارف وأصبح الإنسان يعرف الأشياء باستذكار (أي استرجاع) ما عرفته النفس في الوجود المثالي عن طريق الإحساس بالمعاني الخاصة والأشياء الأولية.

## ركائز النظرية
ترتكز على فكرتين:
- النفس سبقت الوجود المادي في عالم أسمى من عالم البدن
- الإدراك العقلي هو إدراك الأشياء في هذا العالم الأسمى

## النقد
أبرز من انتقد هذه النظرية هو أرسطو تلميذ أفلاطون معللا أن المعاني المحسوسة هي نفسها المعاني العامة التي يدركها الفرد بعد تجريدها واستخلاص المعنى العام منها.

## وصلات خارجية
محمد باقر الصدر: المصدر الأساسي للمعرفة